# Les Anonymes: Ùn' pienghjite micca
Les Anonymes: Ùn' pienghjite micca (traduïble com a «Els Anònims: No ploreu pas») és un telefilm francès de 2013, dirigit per Pierre Schoeller i emès per primera vegada l'11 de març d'aquell any al Canal+.

## Argument
Després de l'assassinat del prefecte Claude Érignac, comès el 6 de febrer de 1998 a la ciutat corsa d'Ajaccio, la Divisió Nacional Anti-Terrorista (DNAT), vinculada al Directori Central de la Policia Judicial francès així com al Ministeri de l'Interior de França, deté a un grup d'homes anomenat «Els Anònims», entre ells, Yvan Colonna. A partir d'aleshores, els espera un procés de detenció de 96 hores i una instrucció judicial posterior.

## Repartiment
Els principals intèrprets del repartiment són:
- Didier Ferrari com a Alain Ferrandi
- Mathieu Amalric com a Roger Marion
- Jérôme Pouly com a Bourbane
- Chany Sabaty com a Michèle Alessandri
- Claire Wauthion com a esposa d'Érignac
- Olivier Gourmet com a Le Bris
- Karole Rocher com a Jeanne Ferrandi
- Aurélia Petit com al jutge Laurence Le Vert
- Olivier Claverie com al jutge Jean-Louis Bruguière
- Yannick Choirat com a Destré
- Jean-Philippe Ricci com a Yvan Colonna
- Cyril Lecomte com a Pierre Alessandri
- Michel Albertini com a l'advocat de Colonna
- Patrick Azam com a Teillard
- Bruno Blairet com a Julien
- Fabrice Cals com a Renaud
- Jean-Henri Compère com al jutge Gilbert Thiel
- Rodolphe Congé com a Freist
- Henri Costa com a Joseph Versini
- Jean-Christophe Dantoing com a Lambert
- Éric Franquelin com a Claude Érignac
- Nathanaël Maïni com a Didier Maranelli
- Marie-Pierre Nouveau com a Valérie Dupuis (companya de Didier Maranelli)

## Premis i nominacions
L'any 2013 fou premiada al 26è Festival International de Programes Audiovisuals de Biarritz amb el premi Jérôme Minet.